# Markus Toivonen
 (décembre 2021).
Si vous disposez d'ouvrages ou d'articles de référence ou si vous connaissez des sites web de qualité traitant du thème abordé ici, merci de compléter l'article en donnant les références utiles à sa vérifiabilité et en les liant à la section « Notes et références ».
Pour les articles homonymes, voir Toivonen.
Markus Toivonen, né le 15 novembre 1979 à Helsinki, est un chanteur et guitariste finlandais, membre fondateur du groupe de viking et folk metal Ensiferum.

## Biographie
Markus Toivonen est né en 1979 à Helsinki, il est le fondateur du groupe finlandais de Viking/Folk metal : Ensiferum. Markus a fondé le groupe en 1995, il y occupe les postes de guitariste, de chanteur, de compositeur et de parolier. Il est véritablement la colonne vertébrale du groupe. Markus Toivonen a, en outre, joué avec Speden Timantit et Soulstream.
Après le départ de Jari Mäenpää, pour fonder son propre groupe Wintersun, et de Jukka-Pekka Miettinen en 2004, Markus doit recruter un nouveau guitariste growl et un nouveau bassiste. Ce seront respectivement Petri Lindroos et Sami Hinkka, Markus Toivonen assure avec ce dernier, les parties de chants clair mais doit renoncer à jouer certains morceaux comme "Sword chant" et "Abandoned", morceaux que Jari était le seul à pouvoir chanter dans le ton.
Markus utilise une Jackson SL2H Soloist, sur laquelle des micros EMG ont été ajoutés, et l'ampli Crate Blue Voodoo de 150 watts ainsi que le Mesa Dual Rectifier Cabinet.

## Discographie

### Albums/EP
- 2001 : Ensiferum
- 2004 : Iron
- 2005 : 1997-1999
- 2006 : Dragonheads
- 2007 : Victory Songs
- 2009 : From Afar
- 2012 : Unsung Heroes
- 2015 : One Man Army

### Demos / Singles
- 1997 : Demo 97
- 1999 : Demo II
- 1999 : Hero in a Dream
- 2004 : Tale of Revenge
- 2007 : One more magic potion

### DVD
- 2006 : 10th Anniversary Live

### Reprises
- "Battery" (de Metallica extrait de l'album Master of Puppets) - sur le single Tale of Revenge
- "Lady in Black"  (de Uriah Heep extrait de l'album Easy Livin) - sur l'album Victory songs
- "Into Hiding"  (de Amorphis extrait de l'album Tales From the Thousand Lakes) - sur l'album Dragonheads
- "Into Hiding"  (de Amorphis extrait de l'album Tales From the Thousand Lakes) - sur l'album Dragonheads
- "Vandraren"  (de Nordman - sur la version limitée de l'album From afar
- "Breaking the Law"  (de Judas Priest extrait de l'album "British Steel" - sur le digipak de l'album éponyme.

## Galerie

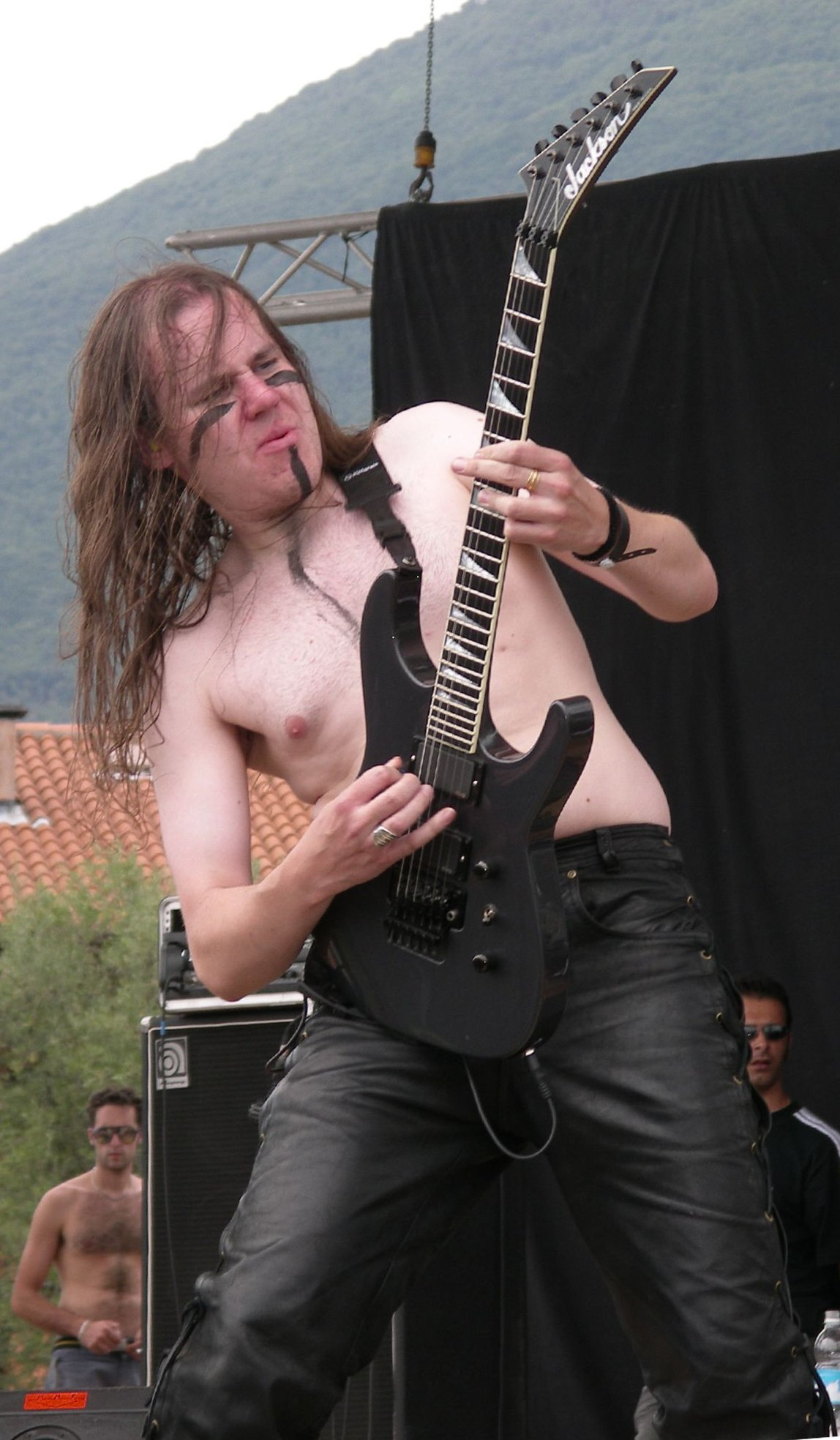
Markus Toivonen au Evolution Festival en 2006.
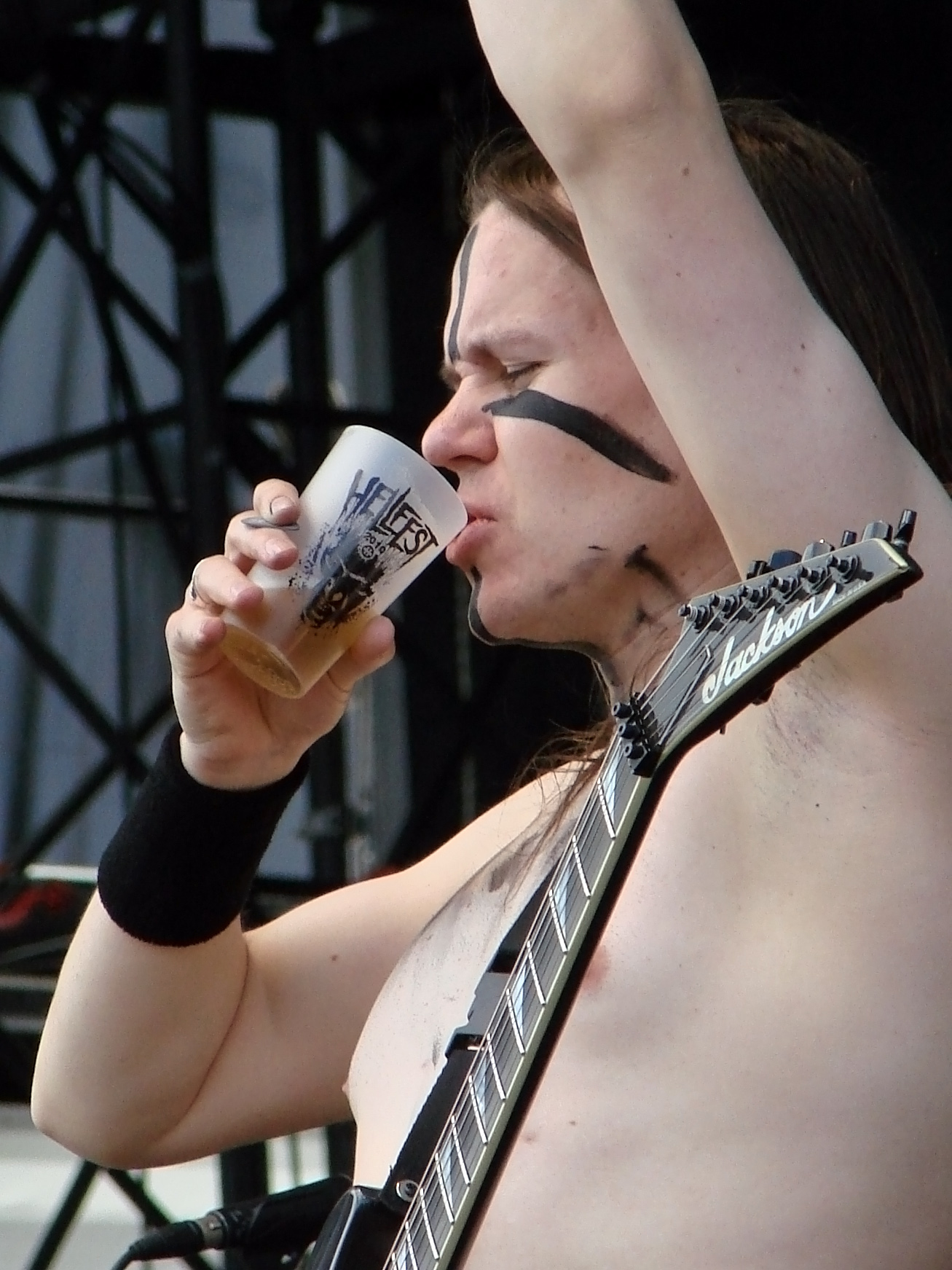
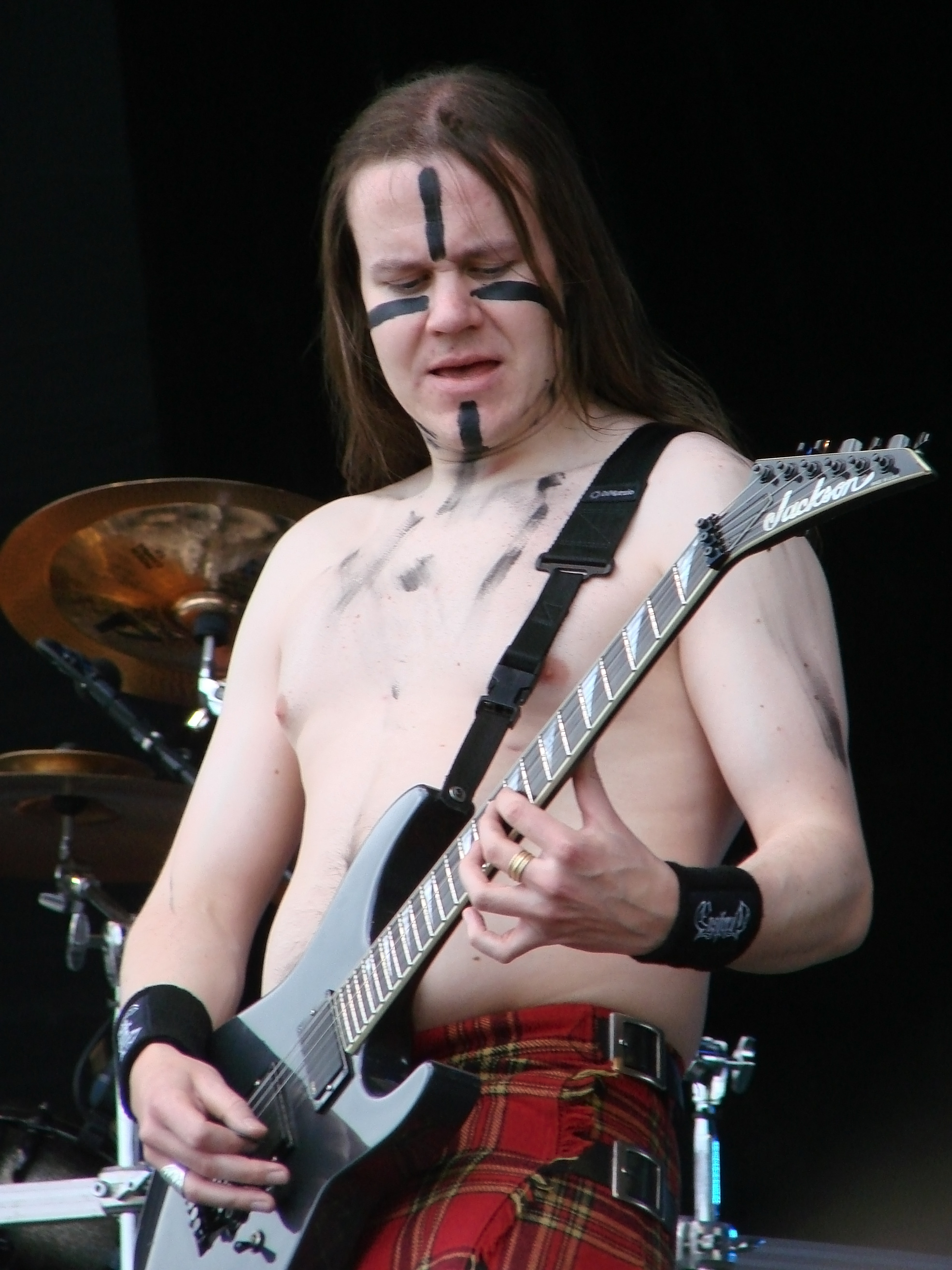